# Complemento sintáctico

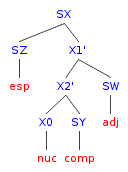
Estructura de un sintagma de acuerdo con la teoría de la X', según la cual el primer elemento obligatorio unido a un núcleo sintáctico es un complemento sintáctico mientras que otros elementos no obligatorios añadidos por encima de ese nivel son adjuntos sintácticos.

En gramática se denomina complemento sintáctico (o simplemente complemento) a una serie de constituyentes sintácticos requeridos obligatoriamente por un núcleo sintáctico cuyo cometido principal es completar, precisar, aclarar, extender o incrementar el significado de un sintagma concreto encabezado por el núcleo que exige la presencia de dicho complemento.
Se denomina adjuntos a constituyentes internos de un sintagma que son opcionales y, por tanto, no requeridos obligatoriamente por el núcleo de dichos sintagmas.

## Complementos y adjuntos
Los sintagmas menores que forman parte de un sintagma más grande pueden ser calificados de obligatorios u opcionales. Los sintagmas obligatorios se denominan complementos mientras que los opcionales se denominan adjuntos, de acuerdo con la teoría de la X'. Ejemplos:
- En general los verbos transitivos tienen un complemento obligatorio denominado objeto u objeto directo y un sujeto obligatorio en la posición de especificador. Los verbos intransitivos por su parte son los que no admiten complemento en el sintagma verbal.
- Los sintagmas adverbiales o circunstanciales, frecuentemente introducidos mediante preposición, son adjuntos sintácticos del verbo, no genuinos complementos en el sentido especificado en esta sección.
- Dentro de un sintagma determinante encabezado por un artículo el nombre es el complemento obligatorio.

## Tipos de complementos
Existen fundamentalmente dos tipos de complementos especialmente abundantes, los del sustantivo o núcleo del sintagma nominal, y los del verbo o núcleo del sintagma verbal.
- Los complementos del sustantivo son los siguientes: predeterminante, determinante, adyacente, aposición y complemento preposicional del nombre, también llamado complemento del nombre.
- Los complementos del verbo son los siguientes: atributo, complemento directo, complemento indirecto, complemento circunstancial, complemento de régimen, complemento predicativo, complemento argumental, complemento agente. Todos estos se suelen subclasificar en argumentativos (exigidos obligatoriamente por el significado del verbo) y complementos no argumentativos o adjuntos (no exigidos por su significado, casi siempre complementos circunstanciales)

El adjetivo puede tener también algunos complementos específicos, como el grado o cuantificador, y su respectivo complemento preposicional. Tanto el adverbio como la interjección pueden tener su propio complemento preposicional.
En la terminología del lingüista funcionalista español Emilio Alarcos Llorach, la etiqueta Complemento se utiliza para designar al tradicionalmente llamado Complemento indirecto

## Abreviatura
- SN sintagma nominal,
- SD sintagma determinante,
- SV sintagma verbal,
- N nombre, adjetivo o pronombre,
- V verbo,
- P preposición,
- C Complemento sintáctico (complemento),
- CP construcción preposicional
- D determinante